# Henry Jamison Handy

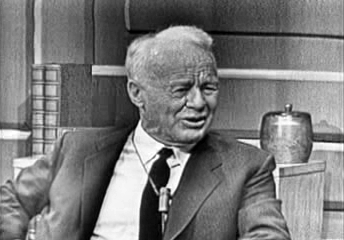
Jam Handy en una entrevista del canal WWJ-TV en Detroit el día 26/12/1961. (Imagen a base de Película descargada en Dominio Público en Prelinger, MPEG1)

Henry Jamison "Jam" Handy (6 de marzo de 1886-13 de noviembre de 1983) fue un deportista olímpico, jugador de waterpolo y medallista en natación. También fue una figura emblemática en el campo del vídeo comercial para producción industrial. Igualmente, se distinguió la gran cantidad de películas de entrenamiento que produjo a lo largo de los años.

## Handy el atleta
Como nadador, Handy introdujo algunas nuevas técnicas de natación en los EE. UU, como el crol australiano. Obtuvo la Medalla de bronce en las Olimpiadas de 1904 en Saint Louis, Misuri. Veinte años después fue parte del Illinois Athletic Club, equipo de polo acuático en las olimpiadas de 1924 en París, Francia; rompiendo así el récord entonces vigente de mayor tiempo en activo. Su equipo ganó el bronce en esa Olimpiada.

## Formación y primeros trabajos
Handy asistió a la Universidad de Míchigan durante sus años académicos en 1902-1903. Durante ese tiempo trabajó como corresponsal del campus para el "Chicago Tribune", hasta que el 8 de mayo escribió un artículo crítico a propósito de la controvertida lectura en clase de Locución 2 -impartida por el Prof. Thomas C. Trueblood- de un texto titulado "Curso para el cortejo" (Course in Lovemaking.) Handy describía cómo el profesor se había arrodillado para mostrar a su auditorio cómo hacer más eficaz una petición de mano. John T. McCutcheon, a la sazón caricaturista del "Chicago Record-Herald" publicó al día siguiente una ilustración satírica presentando al "Professor Foxy Truesport" (juego de palabras entre el apellido Trueblood -buena sangre- y Truesport -buen deporte) enseñando cómo debe hacerse el amor.
Ni Trueblood ni el director de la universidad, James B. Angell lo encontraron divertido. Angell reaccionó diez días después de la publicación del artículo: Handy fue suspendido por un año por "publicar falsas declaraciones injuriosas afectando a la persona del trabajo de unos de los profesores." . Se advirtió a Handy que su suspensión quedaría vigente hasta el año académico siguiente, por lo que este anunció que se cambiaría de escuela. No obstante, le resultó difícil ser admitido en ninguna, a raíz de su incidenten en Míchigan. Finalmente, fue admitido en la Universidad de Pensilvania, pero su estancia allí no pasaría de las dos semanas. El editor del Tribune, Medill McCormick refiere haber intervenido a favor de Handy frente al director de la Universidad, pero Angell rechazó cambiar su decisión. En este punto, McCormick ofrece a Handy un puesto en el departamento publicitario del Tribune, donde Handy tuvo la oportunidad de aprender el proceso de formación de un anuncio eficaz que permita vender el producto y genere nuevos productos relacionados. Handy comenzó a investigar lo que hacía que el público comprase algo en particular.
Más tarde, Handy deja el Tribune para comenzar a trabajar en las comunicaciones corporativas. Trabajó con John H. Patterson, del "National Cash Register", quien había introducido cuñas para defender la causa de los trabajadores ferroviarios. Con la ayuda de otro asociado, Handy comienza a realizar y distribuir películas que muestran a los consumidores de clase media-alta cómo se elaboran determinados productos. Después del estallido de la Primera Guerra Mundial, Handy comienza a realizar cortos sobre el funcionamiento del equipamiento militar. Es en este momento cuando se crea la "Jam Handy Organization" (JHO).

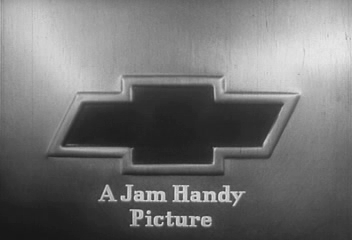
Títulos Finales: Jam Handy realizaba habitualmente películas para Chevrolet en la década de los 30s y 40s, su marca de fábrica era un plano que arrancanba enfocando la rueda girando, hasta el centro y el logotipo de Chevrolet. (Imagen a base de Película descargada en Dominio Público en Prelinger, MPEG2)

## Director comercial
Tras la guerra, fue contratado por Producciones Bray como socio de la sucursal de Chicago-Detroit. General Motors seleccionó la "Organización" de Handy para producir cortos de entrenamiento y también otros materiales promocionales. Unas de esas películas fue Hired! - una película de entrenamiento para gerentes de ventas de Chevrolet. Esta película en dos partes habitualmente aparece en los episodios del "Mystery Science Theater 3000" "Bride of the Monster" y "Manos: The Hands of Fate". En esta parte de su trabajo, Handy combinaba un enfoque documental con un tono de conversación ligera que se convertiría en la marca de fábrica del vendedor americano, y que condensaba los ideales de la feliz América de los 50: la democratización del lujo y la calidad "made in USA".
Muchas de sus películas producidas por la "Jam Handy Organization" son parte de la colección del "Prelinger Archives" y se pueden ver o bajar en el "Internet Archive" .
Handy también produjo películas para otras compañías y escuelas. Él mismo estimó que había producido alrededor de 7000 películas para la los distintos cuerpos del Ejército durante la II Guerra Mundial. Handy se distinguía por sacar el uno por ciento (1%) de las ganancias por las películas, cuando podía haber exigido hasta un siete por ciento (7%). También era conocido por no tener un escritorio en su oficina, utilizando en su lugar cualquier superficie disponible. De hecho, los trajes de Handy nunca tuvieron bolsillos, que él consideraba "una pérdida de tiempo".

## Méritos
A pesar de los problemas de Handy con la Universidad de Míchigan, tanto su yerno su yerno Max Mallon como su nieta Susan Webb se licenciaron en ese centro. Él recibió un doctorado honorario del Eastern Míchigan University.
Sus documentos personales se conservan en la Colección Histórica Burton de la Biblioteca Pública de Detroit. Su familia y sus antepasados están reconocidos en la Biblioteca William L. Clements, con sede en la Universidad de Míchigan. 
Handy continuó nadando regularmente hasta pocos días antes de su muerte, que le llegó en 1983.

## Enlaces de interés
- University of Míchigan's March 1995 Míchigan Today - A Jam Handy Production
- University of Míchigan's March 1995 Míchigan Today - The Suspension of Jam Handy
- WWJ-TV (Detroit) Profile: Jamison Handy (Part I) (1961/12/26) Primera parte de la entrevista (26/12/1961) (En Inglés)
- Películas de Handy Jam Organization en Internet Archive

- Datos: Q724727
- Multimedia: Henry Jamison Handy / Q724727